# Daniel Ahmed
Daniel Héctor Ahmed (ur. 22 listopada 1965 w Buenos Aires) – argentyński piłkarz z obywatelstwem peruwiańskim występujący na pozycji napastnika, trener piłkarski.
W 2017 roku otrzymał peruwiańskie obywatelstwo.